# Marek Matejun
Marek Matejun (ur. 7 stycznia 1977 w Łodzi) – polski ekonomista, doktor habilitowany nauk ekonomicznych w dyscyplinie nauki o zarządzaniu, badacz przedsiębiorczości i zarządzania.
Absolwent Wydziału Organizacji i Zarządzania Politechniki Łódzkiej (2001). Tam też uzyskał stopień naukowy doktora (2006), a następnie – na Wydziale Zarządzania Uniwersytetu Łódzkiego – stopień doktora habilitowanego (2016). W latach 2002–2019 pracował na stanowisku profesora nadzwyczajnego na Wydziale Zarządzania i Inżynierii Produkcji Politechniki Łódzkiej. Od 2019 roku pracuje na stanowisku profesora nadzwyczajnego w Katedrze Przedsiębiorczości i Polityki Przemysłowej na Wydziale Zarządzania Uniwersytetu Łódzkiego. Specjalności naukowe: przedsiębiorczość, zarządzanie mikro, małymi i średnimi przedsiębiorstwami (MŚP), współczesne koncepcje i metody zarządzania, metodologia badań w naukach o zarządzaniu.

## Główne obszary prac badawczych
M. Matejun w ramach swoich prac sformułował model menedżerskich i prawnych aspektów podejmowania działalności gospodarczej, a także wielowymiarową typologię barier rozwoju współczesnych organizacji. Opisał proces wdrażania oraz uwarunkowania i efekty wykorzystania koncepcji outsourcingu w zarządzaniu rozwojem MŚP. W obszarze badań nad przedsiębiorczością analizował uwarunkowania rozwoju oraz wpływ przedsiębiorczości technologicznej na innowacyjność MŚP, a także rolę środowiska akademickiego w rozwoju przedsiębiorczych i innowacyjnych kompetencji studentów. Ważnym zagadnieniem badawczym było też wykorzystanie potencjału środowiska zewnętrznego w zarządzaniu organizacjami. W tym zakresie M. Matejun zaproponował zestaw kryteriów podziału, płaszczyzn oraz rodzajów otoczenia organizacji, koncepcję strategicznego podejścia do absorpcji zewnętrznego wsparcia w zarządzaniu rozwojem MŚP, a także proces eksploracji i eksploatacji okazji w zarządzaniu innowacjami MŚP.
Badania w obszarze zarządzania mikro, małymi i średnimi przedsiębiorstwami obejmowały także sformułowanie i weryfikację modelu statyki i dynamiki w cyklu życia MŚP, ocenę wpływu zdolności dynamicznych na kształtowanie potencjału zasobowego i przebieg procesów rozwojowych tych podmiotów, jak również wyznaczenie kluczowych obszarów specyfiki zarządzania projektami w MŚP. W obszarze metodologii badań w naukach o zarządzaniu jego prace obejmowały przede wszystkim sformułowanie modelowego ujęcia metodyki badań ankietowych, badania nad wykorzystaniem metody studium przypadku, metody delfickiej, a także nad uwarunkowaniami i perspektywami rozwoju subdyscyplin nauk o zarządzaniu w polskiej i światowej praktyce badawczej.

## Staże naukowe
- University of Leeds, Wielka Brytania (2024)
- Chongqing Jiaotong University, Chiny (2017)
- Kingston University, Wielka Brytania (2016)
- Katholieke Universiteit Leuven, Belgia (2013)
- Vysoká škola podnikání a práva, Czechy (2013)
- Politechnika Poznańska (2013)

## Pełnione funkcje
- Przewodniczący i członek Międzynarodowej Rady Naukowej Social Science & Humanities Research Association (SSHRA) (od 2017)[5]
- Prodziekan ds. Nauki i Współpracy Międzynarodowej Wydziału Zarządzania i Inżynierii Produkcji Politechniki Łódzkiej (2016-2019)[3].
- Członek Zarządu (od 2010) Polskiego Towarzystwa Ekonomicznego Oddział w Łodzi[6].

Ponadto członek Academy of Management (od 2012) oraz członek Rady Programowej Centrum Przedsiębiorczości na Wydziale Zarządzania Uniwersytetu Łódzkiego (od 2018).

## Zaangażowanie na rzecz praktyki gospodarczej
Prelegent w panelu „Współdziałanie w edukacji zawodowej – branżowe zrzeszenia przedsiębiorców” w ramach XI Europejskiego Forum Gospodarczego – Łódzkie 2018. Twórca inicjatyw „Firma Przyjazna Nauce” oraz „Lider Kapitału Ludzkiego” nakierowanych na wzmocnienie relacji pomiędzy sferą nauki i praktyki gospodarczej poprzez promocję przedsiębiorstw, które aktywnie angażują się w prace badawcze prowadzone przez naukowców.

## Wybrane nagrody i wyróżnienia
- Nagroda specjalna „Excellent Award” za projekt logo Uniwersyteckiego Konsorcjum Chińsko–Polskiego w ramach Chińsko–Polskiego Konkursu „Art & Design”, Chiny (2018).
- Wyróżnienie w konkursie na najlepszą prezentację referatu pt. „Przestrzenie okazji w rozwoju proinnowacyjności pracowniczej” na Ogólnopolskiej Konferencji Naukowej pt. „Perspektywy rozwoju przedsiębiorczości i zarządzania w gospodarce cyfrowej”, Tomaszów Mazowiecki (2017).
- Nagroda za najlepszą prezentację artykułu pt. „Small business life cycle: Statics and dynamics (S&D) model” na 14th International Conference on Business Management & Legal Studies (ICBMLS), Tajlandia (2017).
- Nagroda za najlepszą prezentację artykułu pt. Dynamic Capabilities and the Development of Small Business Resource Potential na 2nd International Conference on Marketing Business and Economics (ICMBE2016), Indonezja (2016)[11].
- Wyróżnienia za artykuły: Matejun M., Motyka A., „Dynamika barier rozwoju w cyklu życia firm sektora MSP – wyniki badań monograficznych” oraz Spychała M., Matejun M., „Badanie ocen wybranych kompetencji menedżerskich studentów WOiZ Politechniki Łódzkiej” na VIII Ogólnopolskiej Konferencji Naukowej z cyklu „Zarządzanie rozwojem organizacji”, Łódź (2015).
- Brązowy Medal za Długoletnią Służbę (2013)
- Wyróżnienie w plebiscycie Najlepszy Nauczyciel Roku Akademickiego 2012/2013 na Wydziale Organizacji i Zarządzania PŁ (2013).
- Nagroda „Outstanding Paper Award” za artykuł „Use of outsourcing in creating the intellectual capital of small and medium–sized enterprises” na Asia Pacific Business Innovation and Technology Management (APBITM) Conference, Indonezja (2011)[12].

## Wybrane publikacje
- Marek Matejun, Zdeněk Mikoláš, Small business life cycle: statics and dynamics (S&D) model, „Engineering Management in Production and Services”, 9 (4), 2018, s. 48–58, OCLC 7306780175 [dostęp 2019-09-01].
- Remigiusz Kozłowski, Marek Matejun, Sub-Disciplines in Management Sciences: Review of Classifications in Polish and Worldwide Research Practice, „IJCM International Journal of Contemporary Management”, 17 (1), 2018, s. 137–156, ISSN 2449-8920, OCLC 7949656055 [dostęp 2019-09-01].
- Marek Matejun, The process of opportunities exploration and exploitation in the development of SMES’ innovativeness, „Manag. Prod. Eng. Review Management and Production Engineering Review”, 9 (3), 2018, s. 3–15, ISSN 2080-8208, OCLC 7906679295 [dostęp 2019-09-01] (ang.).
- Marek Matejun, Development of Students' Innovative Competences in the Academic Environment: Determinants and Career Paths, „pijss PEOPLE: International Journal of Social Sciences”, 3 (2), 2017, s. 2191–2209, OCLC 7184912765 [dostęp 2019-09-01].
- Marek Matejun, Remigiusz Kozłowski, Characteristic features of project management in small and medium-sized enterprises, „E+M Ekonomie a Management”, 19 (1), 2016, s. 33–48, DOI: 10.15240/tul/001/2016-1-003, ISSN 1212-3609 [dostęp 2019-09-01].
- Marek Matejun, Metodyka badań ankietowych w naukach o zarządzaniu – ujęcie modelowe, [w:] Marek Lisiński, Bernard Ziębicki, Współczesne problemy rozwoju metodologii zarządzania, Kraków: Fundacja Uniwersytetu Ekonomicznego, 2016, s. 341–354, ISBN 978-83-65173-46-1, OCLC 1036369531 [dostęp 2019-09-01].
- Marek Matejun, Rozwój kompetencji przedsiębiorczych studentów w środowisku akademickim: zakres i uwarunkowania, „Marketing i Zarządzanie.”, 2016, 2016, s. 130–146, ISSN 2450-775X, OCLC 998763087 [dostęp 2019-09-01].
- Marek Matejun, Agata Motyka, Wydawnictwo Politechniki Łódzkiej, Zasobowe zdolności dynamiczne w zarządzaniu rozwojem firm sektora MSP, Łódź: Wydawnictwo Politechniki Łódzkiej, 2016, ISBN 978-83-7283-795-0, OCLC 995798184 [dostęp 2019-09-01] (pol.). Brak numerów stron w książce
- Marek Matejuk, Role of technology entrepreneurship in the development of innovativeness of small and medium sized enterprises, „Management.”, 20, 2016, s. 167–183, ISSN 1429-9321, OCLC 998320410 [dostęp 2019-09-01].
- Marek Matejun, Politechnika Łódzka, Wydawnictwo, Absorpcja wsparcia w zarządzaniu rozwojem mikro, małych i średnich przedsiębiorstw: podejście strategiczne, Łódź: Wydawnictwo Politechniki Łódzkiej, 2015, OCLC 922266259 [dostęp 2019-09-01]. Brak numerów stron w książce
- Stefan Lachiewicz, Marek Matejun, Anna Walecka, Przedsiębiorczość technologiczna w małych i średnich firmach: czynniki rozwoju, Warszawa: Wydawnictwo WNT, 2013, ISBN 978-83-7926-078-2, OCLC 860551763 [dostęp 2019-09-01] (pol.). Brak numerów stron w książce
- Marek Matejun, Michał Nowicki, Organizacja w otoczeniu – od analizy otoczenia do dynamicznej lokalizacji, [w:] Anna Iwona Adamik, Nauka o organizacji: ujęcie dynamiczne, Warszawa: Oficyna a Wolters Kluwer business, 2013, s. 152–221, ISBN 978-83-264-4500-2, OCLC 863095747 [dostęp 2019-09-01] (pol.).
- Marek Matejun, Metoda delficka w naukach o zarządzaniu, [w:] Eleonora Kuczmera-Ludwiczyńska (red.), Zarządzanie w regionie: teoria i praktyka, Warszawa: Oficyna Wydawnicza Szkoła Główna Handlowa, 2012, s. 173–182, ISBN 978-83-7378-713-1, OCLC 812751305 [dostęp 2019-09-01] (pol.).
- Marek Matejun, Proces outsourcingu w praktyce gospodarczej małych i średnich przedsiębiorstw, [w:] Wiesław Matwiejczuk, Dylematy organizacji gospodarczych: teoria i praktyka początku XXI wieku, Warszawa: Difin, 2011, s. 121–139, ISBN 978-83-7641-561-1, OCLC 804080406 [dostęp 2019-09-01] (pol.).
- Marek Matejun, Metoda badania przypadków w naukach o zarządzaniu, „Ekonomika i Organizacja Przedsiębiorstwa: czasopismo poświęcone teorii i praktyce ekonomiki i organizacji przedsiębiorstwa.”, 10, 2011, s. 93–102, ISSN 0860-6846, OCLC 922212377 [dostęp 2019-09-01].
- Marek Matejun, Application of the outsourcing concept in managing small and medium-sized enterprises, „Management.”, 14, 2010, s. 77–90, ISSN 1429-9321, OCLC 922383790 [dostęp 2019-09-01].
- Marek Matejun, Zewnętrzne bariery rozwoju w cyklu życia małych i średnich przedsiębiorstw, [w:] Andrzej Kaleta, Krystyna Moszkowicz, Zarządzanie strategiczne w praktyce i teorii, „Prace Naukowe UE we Wrocławiu”, nr 116, Wrocław: Wydawnictwo Uniwersytetu Ekonomicznego we Wrocławiu, 2010, s. 243–254, ISBN 978-83-7695-082-2, OCLC 751661400 [dostęp 2019-09-01].
- Marek Matejun, Waldemar Staroń, Menedżerskie i prawne aspekty podejmowania działalności gospodarczej w Polsce, [w:] Anna Wasiluk, Nowoczesne podejście do zarządzania organizacjami, Warszawa: Difin, 2009, s. 29–39, ISBN 978-83-7641-209-2, OCLC 751051061 [dostęp 2019-09-01] (pol.).